# واتسلاف ۸۷۴۰
سیارک ۸۷۴۰ (به انگلیسی: 8740 Vaclav، نامگذاری: 1998AS8) هشت هزار و هفتصد و چهلمین سیارک کشف‌شده است که در ۱۲ ژانویهٔ ۱۹۹۸ کشف شد.
قدر مطلق سیارک برابر ۱۳٫۴۰ است.